# Fèlix Colomer i Vallès
Fèlix Colomer i Vallès (Sabadell, 11 de novembre de 1993) és un cineasta i dramaturg català. El 2016 es va graduar a l'Escola Superior de Cinema i Audiovisuals de Catalunya (ESCAC). El treball de final de carrera que va dirigir –el documental Sasha– s'ha exhibit amb èxit de crítica i públic als festivals FICG de Guadalajara (Mèxic), Sole-Luna de Palerm (Itàlia) i Milà (Itàlia), Spanish Film Festival (Austràlia) i DOCS Barcelona, entre altres. Sasha és un nen ucraïnès que és acollit per una família catalana dos cops l'any. El rodatge va suposar dos viatges de tot l´equip a aquell país. La pel·lícula es va exhibir a sales comercials de Madrid, Barcelona i Sabadell i es va emetre per TV3 l’1 de juliol de 2017.
Colomer ha participat també en el muntatge de la pel·lícula El rey de La Habana d’Agustí Villaronga, a La lliçó (2013) com a actor i en el documental Peret i l'origen de la rumba catalana i a The Numbers (2015), com a editor.
En teatre, ha escrit i dirigit l'obra No hay rival pequeño, que va estar en escena el setembre de 2017 a Microteatre Barcelona.

## Premis perSasha
- Menció Especial del Jurat del festival Seminci de Valladolid 2017,[1]
- Primer premi FIC-CAT de Roda de Berà 2017[1]
- Primer premi al Festival Internacional Divercine de Montevideo 2017 (Uruguai)[1]
- Premi inDOCumentari de Sabadell 2017.[8]